# Дейника
Дейника, Диниха (др.-греч. Δεινίχα, IV век до н. э.) — супруга царя Спарты Архидама III.
О жене спартанского царя Архидама III Дейнике известно из рассказа о Третьей Священной войны из «Описания Эллады» Павсания. Со ссылкой на Феопомпа он сообщает, что Дейника получала подарки от влиятельных фокейцев, чтобы склонить к союзу с ними своего супруга. Данные события произошли в 356 году до н. э. Как отметили Д. И. Стройков и Т. Фигейра, несмотря на то, что достоверность этих сведений сложно проверить, они показывают, что царица, обладая влиянием на собственного мужа, могла играть немалую роль в политических событиях. По мнению исследователей, она, очевидно, происходила из знатного рода. С. Ходкинсон и П. Картледж обратили внимание на обнаруженную в святилище Менелайона датируемую около 600 годом до н. э. посвятительную надпись с именем Дейниса, «человека богатого и влиятельного», и высказали предположение, что его потомком и является жена Архидама.